# Сениці
Сениці (пол. Sienice, нім. Senitz) — село в Польщі, у гміні Лаґевники Дзержоньовського повіту Нижньосілезького воєводства.
Населення — 387 осіб (2011).
У 1975-1998 роках село належало до Вроцлавського воєводства.

## Демографія
Демографічна структура станом на 31 березня 2011 року:
|          | Загалом | Допрацездатний вік | Працездатний вік | Постпрацездатний вік |
| -------- | ------- | ------------------ | ---------------- | -------------------- |
| Чоловіки | 189     | 43                 | 129              | 17                   |
| Жінки    | 198     | 35                 | 106              | 57                   |
| Разом    | 387     | 78                 | 235              | 74                   |